# Harakiri (1962)
Harakiri (japanisch 切腹 Seppuku) ist ein japanischer Spielfilm des Regisseurs Masaki Kobayashi aus dem Jahr 1962. Der Samuraifilm spielt während der Edo-Zeit und der Herrschaft des Tokugawa-Shōgunats. Er gehört zu den angesehensten Werken der japanischen Filmgeschichte.
Takashi Miike drehte mit Hara-Kiri – Tod eines Samurai (Originaltitel  Ichimei) eine Neuverfilmung mit Ebizō Ichikawa, Eita und Kōji Yakusho in den Hauptrollen. Dieser Film feierte seine Premiere bei den Internationalen Filmfestspielen von Cannes 2011, wo er im Wettbewerb um die Goldene Palme gezeigt wurde.

## Handlung
Der Film spielt im Jahre 1630 in Edo, dem heutigen Tokio.
Nach drei zunächst unerklärten gewonnenen Zweikämpfen kommt der Samurai Hanshirō Tsugumo in das höchst ehrenwerte Haus des Daimyō Iyi (井伊, Ii) und bittet darum, dort Seppuku begehen zu dürfen.
Tsugumo ist jedoch keineswegs der erste Samurai, der diese meistens bloß vorgebliche Bitte an den Fürsten heranträgt. Zu dieser Zeit gibt es zahlreiche so genannte Rōnin, die, herrenlos und ohne Einkünfte, Anstellung durch Fürstenhäuser gleichsam erpressen, nämlich unter Androhung der Schmach des in deren Haus wegen ihrer Armut begangenen rituellen Selbstmordes.
Auch Tsugumo wird als einer dieser 'erbärmlichen Bettler' angesehen, und man erzählt ihm zur Abschreckung die Geschichte des Rōnin Motome Chijiiwa. Diesem wurde, um andere abzuschrecken, die „Bitte“ um Seppuku „erlaubt“, genauer: Er wurde letztlich zum Harakiri vor den Augen der Gefolgschaft des Fürsten genötigt.
Tsugumo besteht auf seinem traditionsgemäßen Recht, einen Kaishaku-Nin aus einem der drei berühmtesten Vasallen dieses Fürstenhauses wählen zu dürfen. Diese haben sich jedoch krankgemeldet, sind daher nicht im Haus. Nach jedem der drei Krieger wird geschickt. Tsugumo weigert sich, ohne einen dieser drei 'höchst ehrenwerten' Herren den rituellen Selbstmord zu vollziehen, und erzählt zwischenzeitlich vor den übrigen Vasallen des Hauses seine Geschichte:
Motome war der Sohn von Jinnai, einem guten Freund von Tsugumo, welcher wegen seiner Armut ebenfalls das Harakiri begangen hatte. Nach dem Tod seines Vaters stand Motome unter der Fürsorge von Tsugumo und heiratete Tsugumos Tochter Miho. Miho gebar den gemeinsamen Sohn namens Kingo. Bald nach der Geburt des Kleinen erkrankte Miho schwer, und auch Kingo selbst bekam Fieber. Geld für einen Arzt zur Behandlung des Jungen und seiner Mutter war nicht vorhanden.
Motome sah es als letzte ehrenhafte Möglichkeit, im Haus des Daimyō Iyi sein Harakiri anzudrohen, um den Potentaten damit gleichsam zu erpressen, ihn in seine Dienste zu nehmen. Dies misslang, und Motome war genötigt, sich dem Ehrenkodex gemäß mit dem eigenen Schwert zu töten. Allerdings hatte er seine Klinge längst verkauft, um die Familie ernähren zu können, und durch eine Klinge aus Bambus ersetzt. Um ein Exempel zu setzen, bestand der Potentat auf dem 'Selbstmord mit der eigenen Klinge' und verbot sogar die eigentlich selbstverständliche Assistenz durch einen 'Beisteher'.
Drei Samurai brachten Motomes Leichnam in das Haus des 'ehrenwert Verstorbenen' zurück, wo Tsugumo feststellte, dass sich sein Schwiegersohn die Zunge abgebissen hatte, um sein Leben ehrenhaft zu beenden. Nur wenig später starben auch der kleine Kingo und seine Mutter Miho.
Tsugumo forderte daraufhin die drei Samurai, die seinem Schwiegersohn nicht beim Harakiri beigestanden hatten, zum Duell und bezwang sie, ohne sie zu töten. Stattdessen schnitt er ihre Zöpfe ab. Hier endet seine Erzählung.
Indem Tsugumo nun im Hof des Hauses Daimyō Iyi sitzt und als Sekundanten einen nach dem anderen dieser scheinbar 'höchst ehrenwerten' jedoch nicht erscheinenden Männer anfordert, zuletzt deren abgeschnittene Zöpfe vor die Füße der Anwesenden wirft, beweist er die Fäulnis eines längst nicht mehr gültigen Systems, während die von ihm Besiegten daheim auf das Nachwachsen ihrer formalen 'Ehre' warten wollen.
Um die höchst unwillkommene Situation zu bereinigen, lässt der Fürst entgegen jeglichen vorgeblich geltenden Ehrenregeln Tsugumo zuletzt erschießen, nachdem dieser zuvor im regulären Kampf noch vier der Vasallen seines Hauses getötet und acht weitere verwundet hat.
Gemäß offizieller Sprachregelung in der „Chronik des Hauses“ habe Tsugumo sich beim rituellen Seppuku getötet, und die vier Vasallen, die ihr Lehensherr später erfolgreich zum Selbstmord aufgefordert hatte, seien 'an einer Krankheit gestorben'.

## Rezeption
Der Film nahm am Wettbewerb der Internationalen Filmfestspiele von Cannes 1963 teil und wurde mit dem Sonderpreis der Jury ausgezeichnet.
Harakiri gilt inzwischen als Klassiker, was sich auch in den Auswertungen US-amerikanischer Aggregatoren widerspiegelt. So erfasst Rotten Tomatoes ausschließlich wohlwollende Besprechungen und ordnet den Film dementsprechend als „Frisch“ ein. Metacritic ermittelt aus den vorliegenden Bewertungen „Einhelliges Lob“. Und They Shoot Pictures, Don’t They? zählt ihn zu den angesehensten Werken der Filmgeschichte.
Außerdem setzen die Nutzer der Filmdatenbank IMDb Harakiri auf Platz 40 ihrer Top 250 beliebtesten Filme und er ist seit Juni 2023 der bestbewertete Film auf Letterboxd, einem sozialen Netzwerk für Filmfans. Er gehörte auch zu den Lieblingsfilmen des US-amerikanischen Starkritikers Roger Ebert.

„Kunstvoll gestaltetes historisches Samurai-Drama, das Kritik übt an ausgehöhlten Ehrbegriffen und sinnentleerten Konventionen. Sparsam werden die dramatischen Steigerungen dosiert, wobei manche Szene bewußt ins Zeremonielle überhöht wird. Ein für hiesiges Verständnis ebenso schwieriger wie erhellender Film.“

## Belege und weiterführende Informationen
1. ↑   Freigabebescheinigung für Harakiri. Freiwillige Selbstkontrolle der Filmwirtschaft, Februar 2012 (PDF; Prüfnummer: 30 887 V).
2. ↑  vgl. Sotinel, Thomas: Cannes 2011, rendez-vous des abonnés, des néophytes et des Sarkozy. In: Le Monde, 16. April 2011, S. 23.
3. ↑  Kaishaku-Nin ist annähernd mit Sekundant übersetzbar; dies war die höchst ehrenwerte Aufgabe desjenigen, der den rituellen Selbstmord angemessen zu vollenden hatte.
4. ↑  Samurai waren in Friedenszeiten häufig arbeitslos, doch verbot es der Ehrenkodex, andere Anstellungen als solche als Krieger/Dienstnehmer von Fürstenhäusern, oder als Lehrer, anzunehmen.
5. ↑  Dies bedeutet: Die Ehre abzuschneiden
6. 1 2  Harakiri. In: Rotten Tomatoes. Fandango, abgerufen am 5. Mai 2025 (englisch).
7. 1 2  Harakiri. In: Metacritic. Abgerufen am 27. Dezember 2024 (englisch, aggregiert aus 9 Kritiken).
8. ↑  Jury-Begründung. In: Deutsche Film- und Medienbewertung (FBW). Abgerufen am 29. Dezember 2024.
9. ↑  Michael Costello: Kritik zu Harakiri (Memento vom 17. August 2019 im Internet Archive) bei AllMovie (englisch)
10. 1 2  Roger Ebert: Honor, morality, and ritual suicide. In: rogerebert.com. 23. Februar 2012, abgerufen am 11. September 2024 (englisch, Teil seiner „Great Movies“).
11. 1 2  The 1,000 Greatest Films (by Ranking). In: They Shoot Pictures, Don’t They? 2025, abgerufen am 5. Mai 2025 (englisch).
12. ↑  IMDb Top 250 Filme. In: IMDb. Abgerufen am 5. Mai 2025.
13. ↑  The Score: we’ve updated our weighted-rating calculations. In: Letterboxd. Abgerufen am 5. Mai 2025 (englisch).
14. ↑  Harakiri. In: Lexikon des internationalen Films. Filmdienst, abgerufen am 22. April 2017.

- Weitere Filmlinks:
- IMDb: Link |
- OFDb: Link |
- Schnittberichte: Link |
- TMDb: Link |
- Moviepilot: Link |
- bearbeiten